# Kraftwerk Altenwörth
Das Kraftwerk Altenwörth ist ein Donau-Laufkraftwerk in der Katastralgemeinde Altenwörth der niederösterreichischen Gemeinde Kirchberg am Wagram, rund 20 Kilometer unterhalb von Krems. Das leistungsstärkste österreichische Donaukraftwerk wurde zwischen 1973 und 1976 errichtet und zählt zur Werksgruppe Untere Donau.

## Lage
Die Errichtung in Niedrigbauweise erfolgte südlich, neben dem ursprünglichen Donaubecken. Nach Fertigstellung wurde die Donau in das neue Becken umgeleitet.
Das Kraftwerk dient als Donaubrücke für Radfahrer und Fußgänger.

## Technische Beschreibung
Die Anlage hat sechs Wehrfelder und zwei Schleusen (je 230 m × 24 m). Die Staulänge des Flusses beträgt rund 30 km und das Stauziel liegt auf 193,5 m ü. A. bei Flusskilometer 1.979,83.
Neun Maschinensätze im Maschinenhaus, welches am rechten, südlichen Donauufer errichtet wurde, liefern elektrischen Strom in das öffentliche Stromnetz. Jeder dieser Maschinensätze besteht aus einer Kaplan-Rohrturbine mit horizontaler Welle und einem direkt gekoppelten Drehstromgenerator.
Die Kaplan-Rohrturbinen 1 bis 3 haben eine Nennleistung von je 38.700 kW, die Turbinen 4 bis 6 erzeugen je 39.000 kW und die Turbinen 7 bis 9 haben eine Nennleistung von je 38.800 kW. Der Laufraddurchmesser von 6 m, die Nenndrehzahl von 103,4 min−1 und der Nenndurchfluss von 300 m³/s sind bei allen neun Turbinen identisch. Die mittlere Rohfallhöhe beträgt 15 m.
Die neun Drehstromgeneratoren haben bei einer Nennspannung von 7.750 Volt eine Nennleistung von je 45.000 Kilovoltampere (kVA). Insgesamt verfügt das Kraftwerk über eine Engpassleistung von 328 MW.
Bei einem Ausbaudurchfluss von 2.700 m³/s beträgt das Regelarbeitsvermögen jährlich 1.967,6 GWh. Damit erzeugt dieses Kraftwerk rund ein Sechstel des an der österreichischen Donau erzeugten Stroms.

## Umwelt
Im ruhigen Altarm der Donau ist ein attraktiver und naturnaher Erholungsraum entstanden. Ein Bootshafen wurde an der ehemaligen Traisen-Mündung errichtet. 

### Kamp und Krems
Der Kamp und die Krems fließen seit dem Kraftwerksbau gemeinsam in das alte Donaubecken, früher mündete der Kamp bei Grafenwörth in die Donau.

### Traisen
Da der Wasserspiegel im Staubereich gehoben wurde, musste der Verlauf der Traisen verlegt und die Mündung nach Osten verschoben werden. Dabei wurde der neue Flusslauf sehr stark begradigt. Im Rahmen des Life+ Projektes Traisen entstand zwischen 2009 und 2019 ein neuer, 10 Kilometer langer naturnaher Fluss mit Kiesbänken und Flachwasserzonen. Das mäandrierende Fließgewässer umfasst 30 Hektar, bei Hochwasser werden 60 Hektar überflutet. An Stillgewässern wurden 15 Hektar gestaltet.

### Fischwanderhilfe
Beim Bau einer Fischwanderhilfe zwischen 2020 und 2022 wurden 580.000 Kubikmeter Material ausgehoben und im Bereich des Altarms eingebracht. Es entstand auch eine fischtaugliche Verbindung von Krems und Kamp mit der Donau. Das 12,5 Kilometer lange Umgehungsgewässer der Staumauer ist die längste Fischwanderhilfe in Niederösterreich.